# Felice Chiusano
Felice Chiusano (Fondi, 28 marzo 1922 – Milano, 3 febbraio 1990) è stato un cantante e batterista italiano.
Fu uno dei componenti del Quartetto Cetra.

## Biografia

Un'esibizione del Quartetto Cetra (con Chiusano alla batteria) del 1961

Nacque a Fondi, attualmente in provincia di Latina, a quel tempo in provincia di Terra di Lavoro (Caserta). Chiusano imparò a suonare la chitarra da autodidatta.
Prima dei vent'anni, da Fondi si trasferì a Roma.
Dopo il lavoro si esibiva nei locali come cantante e chitarrista; imparò inoltre a suonare la batteria.
Superata l'audizione EIAR, venne assegnato come cantante a disposizione delle orchestre radiofoniche.
Nel 1941 subentrò a Enrico Gentile nella formazione del Quartetto Ritmo, che da quel momento prese il nome di Quartetto Cetra.
Nel Quartetto Cetra, i cui altri componenti erano Lucia Mannucci, Virgilio Savona e Tata Giacobetti, Chiusano fu soprannominato il pelato, in quanto era l'unico calvo dei tre uomini del gruppo; la sua figura era caratterizzata dalla battuta sempre pronta, condita da una grande vena umoristica.
Negli anni settanta e ottanta, con la riduzione degli impegni artistici dei Cetra, si dedicò all'organizzazione di spettacoli e manifestazioni culturali.
Morì per un tumore al fegato a 68 anni. Il suo corpo è stato sepolto nel cimitero di Teglio, dove da diversi anni lui aveva una casa nella quale spesso soggiornava.

## Filmografia parziale

### Attore
- Maracatumba... ma non è una rumba, regia di Edmondo Lozzi (1949)
- Ferragosto in bikini, regia di Marino Girolami (1960)
- La ragazza sotto il lenzuolo, regia di Marino Girolami (1961)